# Lakenfelder

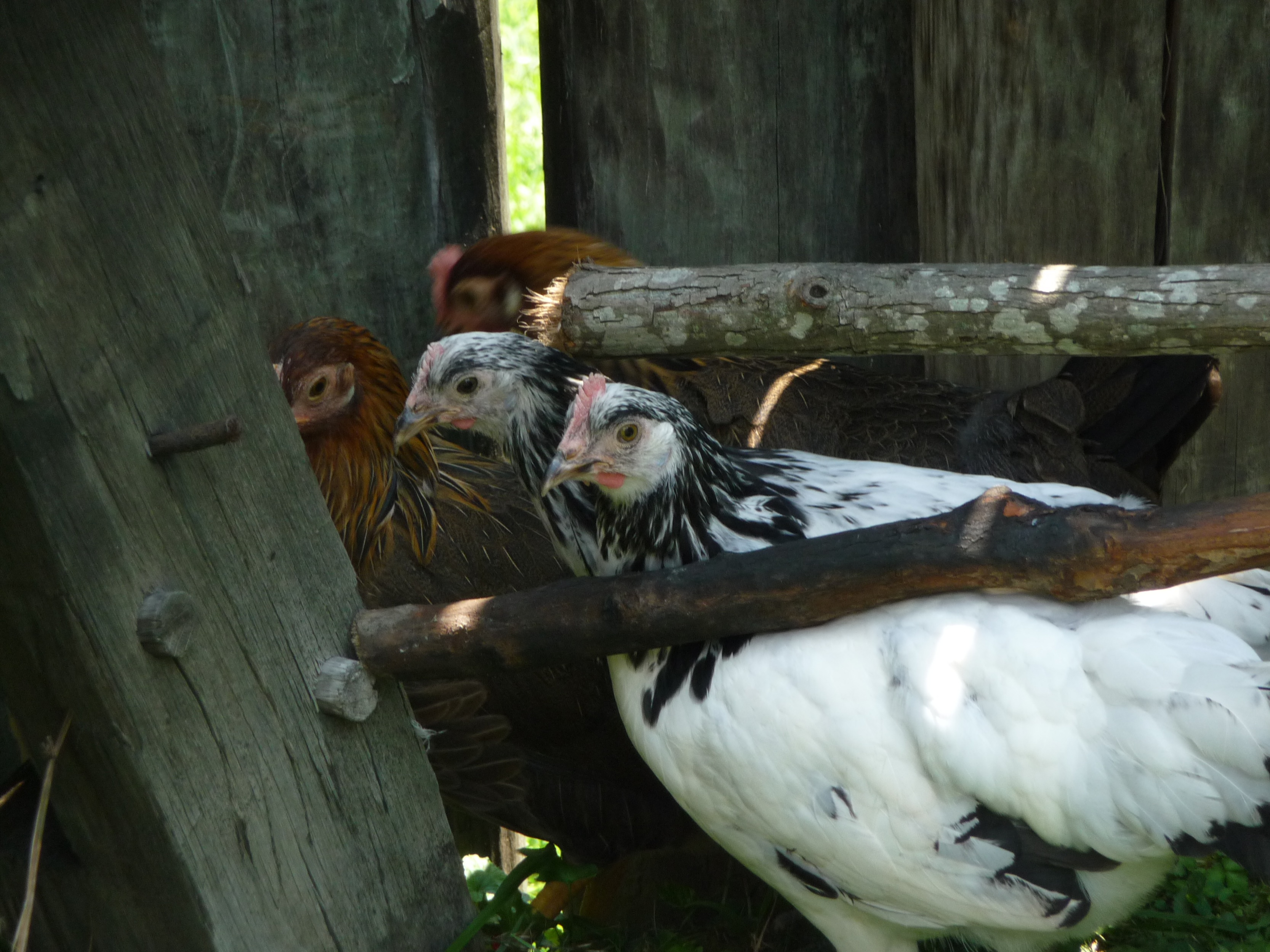

A Lakenfelder egy Németországból származó tyúkfajta.

## Fajtatörténet
Németországban már több mint 100 éve ismert, az ország északnyugati területein volt egykor igen elterjedt.
1862-ben Rektor Bockelmann egy nagy Lakenfelder törzset állított ki Hamburgban.

## Fajtabélyegek, színváltozatok
Hosszú, megnyúlt forma. Háta egyformán széles. Farktollai szélesek és hosszúak, magasan tartottak. Melltájék telt és szépen lekerekített. Szárnyak hosszúak, erősek, testhez szorosan simulnak. Feje közepesen nagy és széles, kissé megnyúlt. Arca tollatlan, piros. Szeme barnásvörös, nagy. Csőre mérsékelten erős, kékesszürke. Taraja csak közepes méretű fűrészes állótaraj. Nem túl mélyen fogazott, 4-6 fogazattal. Füllebenyek kicsik, tojásdad alakú, fehér színű; idős példányoknál engedélyezett egy kis piros szín a füllebenyekben. Toroklebeny közepesen nagy, vékony. Nyaka közepesen hosszú, telt, dús tollazattal. Combok alig láthatóak, nagyon tollasak. Csüd közepesen hosszú, palakék, tollatlan. Tollazata testhez szorosan simuló, mégis finom a struktúrája.
Színváltozatok: Csak a Lakenfelder tipikus színében fogadott el.

## Tulajdonságok
Élénk temperamentum, nem kotló fajta.

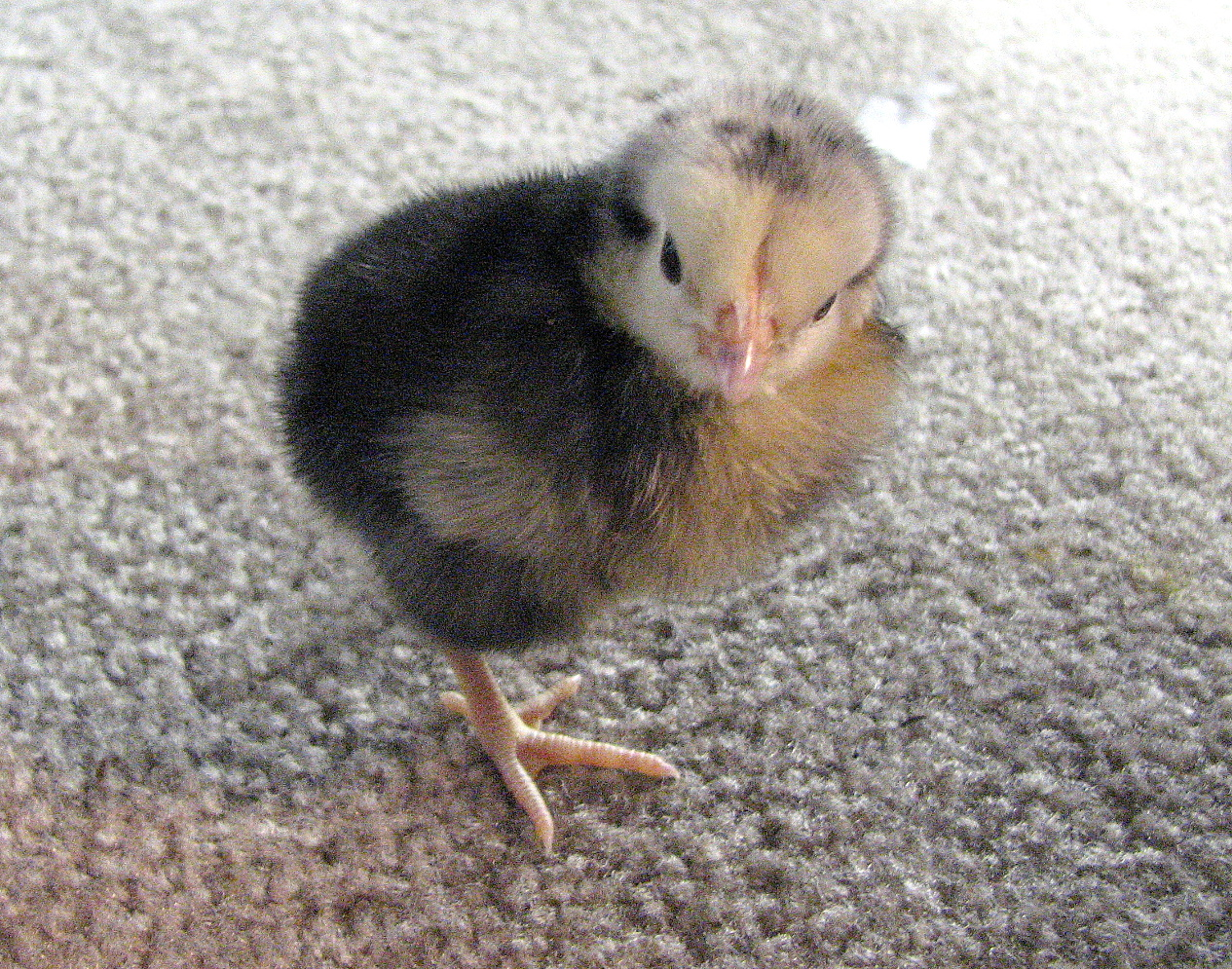

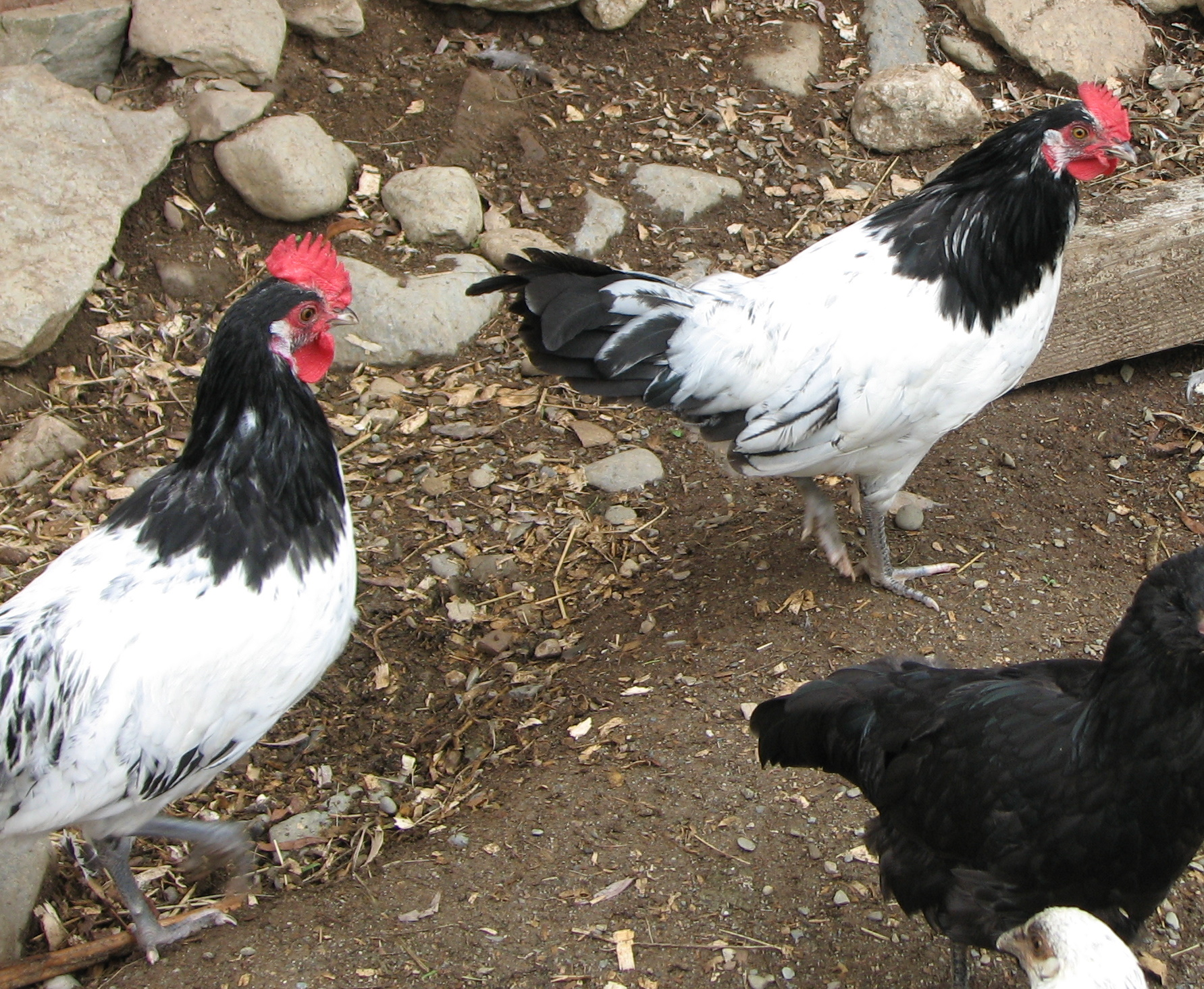

| Általános tulajdonságok: | Általános tulajdonságok:       |
| ------------------------ | ------------------------------ |
| Súlya                    | kakas 1,75–2 kg, tojó 1,5–2 kg |
| Gyűrűmérete              | kakas 16, tojó 15              |
| Tenyésztojás tömege      | 50 g                           |
| Tojáshéj színe           | fehér                          |
| Éves tojáshozama         | 160 db                         |